# 吉姆·沃尔什 (水球运动员)
詹姆斯·理查德·沃尔什（英語：James Richard Walsh，？—），新西兰男子水球运动员。他曾代表新西兰国家队参加1950年大英帝国运动会水球比赛，获得一枚银牌。